# Movimento de Lapua

Emblema do Movimento de Lapua

O Movimento de Lapua (em finlandês: Lapuan liike) foi um movimento político surgido na região de Lapua, no leste da Finlândia, em 1929.
Inicialmente dominado por nacionalistas anti-comunistas, remetia para o legado do activismo nacionalista, dos guardas brancos e da Guerra Civil. Muitos políticos e militares de topo estavam solidários com o movimento uma vez que o anticomunismo era norma entre as classes dirigentes após a Guerra Civil, mas o uso excessivo da violência por parte dos seus activistas acabou por diminuir a sua popularidade. Por via da radicalização das suas posições acabou por tornar-se num movimento fascista, e foi banido após uma tentativa falhada de Golpe de Estado, conhecida como a Rebelião de Mäntsälä, em 1932. As suas actividades foram continuadas pelo Movimento Patriótico Popular (em finlandês: Isänmaallinen Kansanliike).
Os principais líderes do Movimento de Lapua foram Vihtori Kosola e o general-major Kurt Martti Wallenius.

## Origem

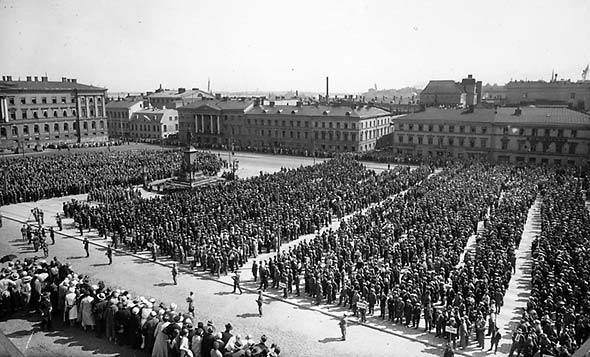
Marcha popular organizada pelo Movimento de Lapua - Helsínquia, 7 de Julho de 1930

A Ostrobótnia foi um dos principais redutos e bases do Exército Branco durante a Guerra Civil, e os sentimentos anticomunistas permaneciam fortes na região. No fim de Novembro de 1929, o Movimento dos Jovens Comunistas organizou uma reunião na comuna de Lapua, situada no sul da Ostrobótnia. Isso enfureceu a população local, que reagiu com violência e pôs termo ao evento. Pouco depois, no dia 1 de Dezembro, foi organizada uma reunião anticomunista com a presença de mais de 1.000 pessoas, onde foi exigida a proibição de todas as actividades de cariz comunista.
Na sua sequência foram organizadas marchas e reuniões por todo o país. Em 16 de Junho de 1930, mais de 3.000 homens chegaram à cidade de Oulu com o objectivo de destruir a tipografia e o escritório do jornal comunista Pohjan Voima, e no mesmo dia uma tipografia comunista foi destruída em Vasaa. Em 7 de Julho, numa clara demonstração de poder, uma marcha popular composta por mais de 12.000 homens chegou a Helsínquia. O governo cedeu à pressão e proibiu todos os jornais comunistas através de um Acto de Protecção da República.

## Radicalização
Depois do sucesso inicial, o movimento tornou-se ainda mais extremista, tendo as suas actividades passado a incluir o assédio a comunistas, sociais democratas, pacifistas, liberais e sindicalistas. Reuniões convocadas por socialistas e sindicalistas eram frequentemente interrompidas, muitas vezes de forma violenta. O movimento foi também responsável por uma série de assassínios. As suas vítimas eram pessoas comuns e iam desde socialistas a não-socialistas tidos como demasiado moderados. Os assassínios levados a cabo pelo Movimento de Lapua são considerados os últimos assassínios políticos ocorridos na Finlândia até aos dias de hoje.
Um tratamento muito comum levado a cabo pelo movimento era o "muilutus", que começava com o rapto e o espancamento. Depois, o indivíduo era atirado para dentro de um carro e conduzido até à fronteira da União Soviética. Em 14 de Outubro de 1930, o popular ex-presidente Kaarlo Juho Ståhlberg e a sua esposa foram raptados, espancados e levados até à cidade de Joensuu. Planeada como o primeiro passo de um Golpe de Estado, esta acção acabou por ter o efeito contrário ao esperado e custou ao movimento o apoio popular. Os elementos mais moderados abandonaram o movimento e os extremistas tomaram o controlo.
Apesar de tudo, poucos meses depois o Movimento de Lapua conseguiu não só que o presidente Lauri Kristian Relander nomeasse "o seu homem", Pehr Evind Svinhufvud, para primeiro-ministro da Finlândia, mas também convencer o número suficiente de eleitores do Colégio de Eleitores, escolhido poucas semanas antes através de uma votação nacional, a alterar as intenções de voto declaradas durante a campanha e eleger Pehr Evind Svinhufvud presidente da Finlândia em 1931.

## Rebelião de Mäntsälä
Em 27 de Fevereiro de 1932 uma reunião do Partido Social Democrata em Mäntsälä foi violentamente interrompida por homens armados. Nos dias seguintes, membros do Movimento de Lapua e da Guarda Branca juntaram-se aos revoltosos e o acontecimento escalou para uma tentativa de Golpe de Estado conhecida como a Rebelião de Mäntsälä, liderada pelo ex-chefe do estado maior do exército finlandês, o general-major Wallenius. Os revoltosos exigiam a renúncia do gabinete, bem como uma mudança na direcção da política finlandesa.
Apesar dos apelos de Wallenius, a grande maioria do exército e dos Guardas Brancos permaneceu fiel ao governo. A rebelião terminou no dia 2 de Março, após o presidente Svinhufvud ter anunciado num discurso de rádio que se os revoltosos dispersassem apenas os seus líderes seriam punidos. Wallenius, juntamente com cerca de 50 outros dirigentes, foi julgado e condenado à prisão, e o Movimento de Lapua foi banido no dia 21 de Novembro de 1932. Ironicamente, o movimento foi banido por intermédio de um Acto de Protecção da República, cuja aplicação havia apoiado anteriormente.

## Legado
As relações internacionais e a reputação da Finlândia foram abaladas pelo grande apoio inicial que o Movimento de Lapua recebeu por parte da elite finlandesa, e pelos laços entre o movimento, a Guarda Branca e o exército finlandês. Isso, em adição ao duro tratamento a que o lado perdedor da Guerra Civil de 1918 foi sujeito, quando mais pessoas morreram em campos de concentração no pós-guerra do que no campo de batalha, fez com que os vizinhos democráticos do país, em particular, passassem a encarar a Finlândia com suspeita. Após a Rebelião de Mäntsälä, o comparativamente leve castigo aplicado aos activistas do Movimento de Lapua veio complicar ainda mais as relações da Finlândia com as Grandes Potências, com a União Soviética e com os seus vizinhos democráticos.
Na União Soviética, as acções do Movimento de Lapua eram seguidas com atenção. A enraizada percepção da Finlândia como uma ameaça e uma continuação do regime tsarista foi reforçada — tanto entre os cidadãos comuns como na liderança bolchevique — o que contribuiu para as condições que levaram à Guerra de Inverno. Em Leningrado, a antiga capital tsarista, a histórica preocupação com a proximidade da fronteira foi mantida viva. Por essa fronteira, exércitos invasores haviam chegado às portas da cidade por duas vezes durante o século XVIII e novamente em 1918, quando forças alemãs entraram na guerra civil finlandesa ao lado da Guarda Branca (contra a Guarda Vermelha, apoiada pela União Soviética), ameaçando levar os horrores da guerra à cidade. Os jornais soviéticos exploraram estes medos, noticiando os eventos na Finlândia e apresentando as vítimas do Movimento de Lapua deportadas para a União Soviética como provas vivas do terror nos países capitalistas.